# Павловский, Юрий Александрович
Юрий Александрович Павловский (3 августа 1925, Ленинград, РСФСР — 21 ноября 2011, Санкт-Петербург, Российская Федерация) — советский и российский тренер по конькобежному спорту и шорт-треку. Заслуженный тренер СССР.

## Биография
Участник Великой Отечественной войны.
В 1954 году окончил Ленинградский государственный педагогический институт им. А. И. Герцена. Работал на кафедре физвоспитания Ленинградского института текстильной и легкой промышленности имени С. М. Кирова. Воспитал Капитолину Серёгину, участницу Олимпийских игр 1972 года.
Был пионером развития в СССР шорт-трека. Главный тренер сборной СССР (1986—1998). В 1989 году на Кубке Европы в Будапеште сборная СССР под его руководством выиграла четыре золотые медали. На чемпионате мира 1991 году в Сиднее (Австралия) советские спортсменки завоевали серебряные медали в эстафете на 3000 м. А спустя год, на Олимпийских играх 1992 года в Альбервилле (Франция), выиграли бронзовые медали.